# Телло (танец)
Телло (азерб. Tello) — азербайджанский народный танец, один из видов танца яллы.

## Название танца
Название танца связывается с именем девушки. Азербайджанский музыковед Амиль Аскеров отмечает, что название танца имеет особое значение с исторической точки зрения.

## Исполнение
Как отмечает фольклорист Апош Велиев, танец характерен как для женщин, так и для мужчин. Танцующие поднимают руки на уровень плеч, держась друг за друга мизинцами. Сам процесс танца состоит из двух частей среднего и быстрого темпов, во время исполнения которых плечи движутся вниз и вверх. По словам Велиева, этот танец является самым старинным видом танца Яллы.
Телло танцуется в большинстве регионов Азербайджана.

## Нотные записи
В 1990-х гг. искусствовед Агида Алекперова, собиравшая и переложившая на ноты 22 образца танца яллы, распространенных на территории Нахичевани, переложила на ноты также танец «Телло».